# Alonso de Arellano
Alonso de Arellano war ein spanischer Seefahrer des 16. Jahrhunderts.
Im Jahr 1559 befand er sich gemeinsam mit Andrés de Urdaneta im Gefolge von Miguel López de Legazpi, welcher im Auftrag von König Philipp II. eine Route von Ostasien nach Amerika erkunden sollte. Dazu brach die Flotte am 21. November 1564 zunächst in La Navidad (Mexiko) auf, um auf den Philippinen den ersten spanischen Stützpunkt zu gründen. Dort desertierte Arellano mit seinem Schiff, der San Lucas, und machte sich mit seinem Steuermann Lope Martín allein auf den Rückweg. Gleichzeitig, am 1. Juni 1565, schickte Legazpi auch seinen Navigator Urdaneta auf die Rückreise nach Mexiko. Da dieser aber durch Stürme weit nach Norden verschlagen wurde, war es Arellano, der als Erster wieder in La Navidad ankam. Erst etwa drei Monate später vollendete auch Urdaneta die Überfahrt, landete aber in Acapulco.
Da Urdaneta die detaillierteren Aufzeichnungen über die eingeschlagene Route mitbrachte, fiel lange Zeit ihm die Ehre zu, die Pazifikroute von Asien nach Mexiko erkundet zu haben.
Arellano wurde nach seiner Rückkehr aufgrund der Aussagen von Urdaneta über seine Desertion in Spanien der Prozess gemacht.